# Wasserbadklemme
Eine Wasserbadklemme ist ein Laborgerät aus Metall und dient der Befestigung von Reagenzgläsern, Thermometern usw. am oberen Rand eines Wasserbades.
Ausführungen:
- Dreifinger-Wasserbadklemmen haben zwei unabhängig verstellbare Klemmarme, beispielsweise mit einer Spannweite von 0 bis 25 Millimetern. Komplett mit PVC- und Glasfaser-Manschetten.
- Spannbacken-Wasserbadklemmen haben federnde Spannbacken aus Metall und Flügel-Stellschrauben zur Befestigung.